# Agrias nigropunctata
Agrias nigropunctata är en fjärilsart som beskrevs av Percy I. Lathy 1921. Agrias nigropunctata ingår i släktet Agrias och familjen praktfjärilar. Inga underarter finns listade i Catalogue of Life.